# 파 암 토마케트

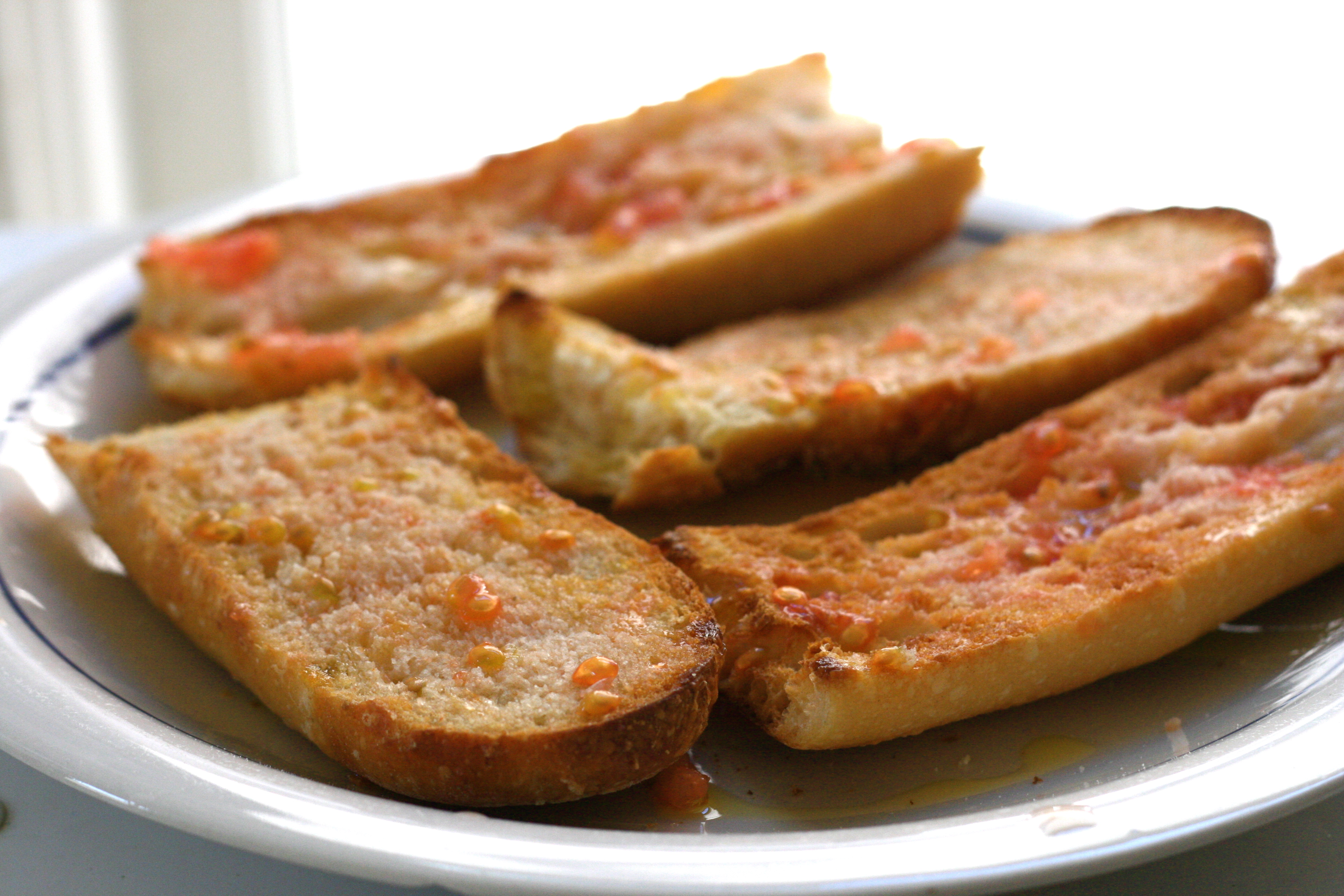
파 암 토마케트

파 암 토마케트(카탈루냐어: pa amb tomàquet, 카탈루냐어 발음: [ˈpam tuˈmakət]) 또는 판 콘 토마테(스페인어: pan con tomate)는 스페인 카탈루냐, 발렌시아, 안달루시아, 아라곤, 발레아레스, 무르시아 지방의 전통 요리이다. '파 암 올리' (pa amb oli, →올리브 올린 빵)라고도 부른다. 파 암 토마케트는 카탈루냐 요리의 대표 음식으로 카탈루냐의 상징이기도 하다.
파 암 토마케트는 '빵과 토마토'라는 속뜻처럼, 빵에 토마토를 짜내듯 바르고 올리브 오일과 소금을 친 요리다. 가끔씩 토마토를 바르기 전에 마늘을 먼저 바르기도 한다. 이 때 빵은 굽든 굽지 않았든 크게 상관은 없다. 파 암 토마케트는 전통 요리를 벗어나 스페인 전역에 널리 퍼져 있으며, 지중해식 요리의 전형적 사례로 여겨진다. 또 아침부터 저녁까지 어느 때든 간단한 끼니거리나 타파스로 만들어 먹을 수 있기 때문에 인기가 높다.

## 요리법

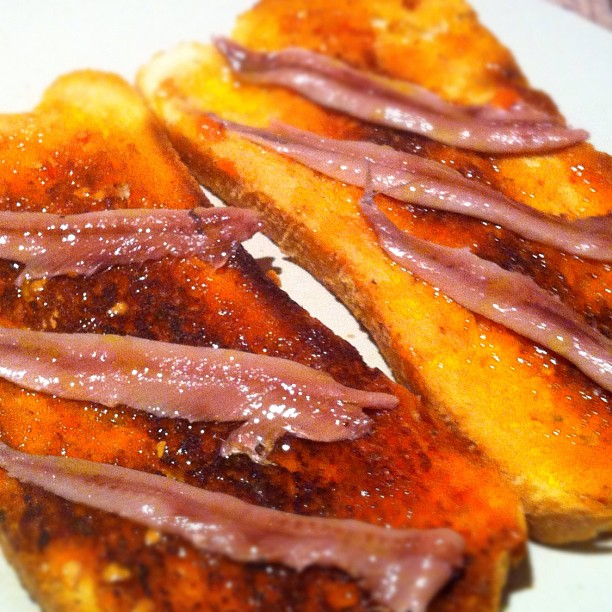
앤초비를 올린 파 암 토마케트

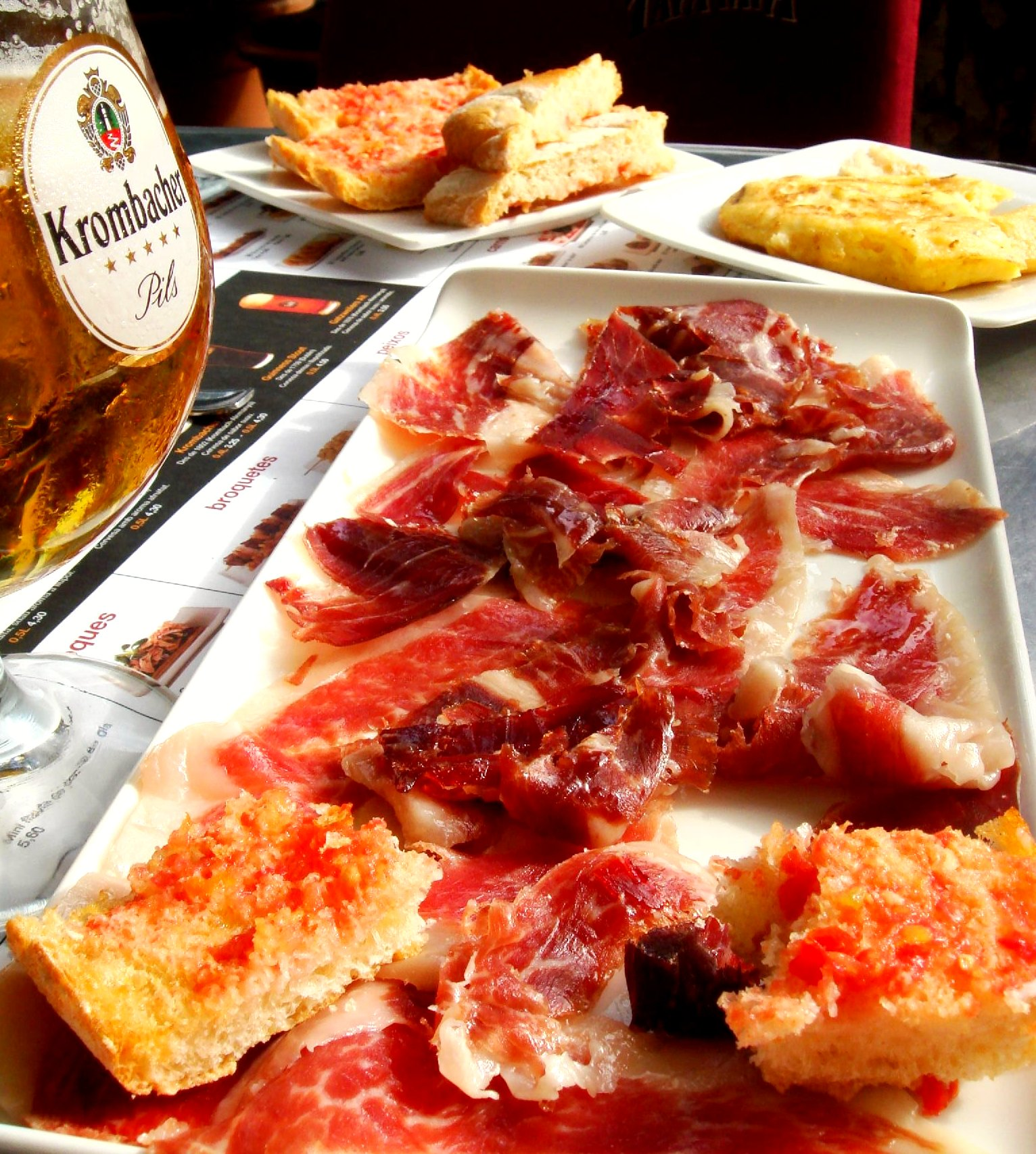
하몽 이베리코를 올린 것

파 암 토마케트에 쓰이는 빵은 '파 데 파제스' (pa de pagès, 농부의 빵)라고 부르는데, 크기는 20~50cm에 500g에서 5kg까지 나가는 큼직한 빵을 적당한 크기로 잘게 썰어서 쓰는 것이 보통이다. 빵에 올릴 양념를 미리 만들어둔 게 아닌 경우 (사실 양념을 미리 만들어 두는 시점에서 파 암 토마케트라 보기엔 힘들다), 마늘-토마토-소금-올리브 오일이라는 일정한 순서를 따라 재료를 얹으면 최고의 맛을 낼 수 있다고 전해진다.
카탈루냐의 레스토랑에 가면 토마토 양념을 미리 만들어두고 빵에 발라서 내는 곳이 있는가 하면, 재료만 주어서 손님이 직접 발라 먹도록 하는 곳이 있다. 파 암 토마케트는 빵과 토마토 외에 다른 것을 곁들여 내는데, 소시지 (보티파라, 초리소, 푸에트, 하몽 등), 햄, 치즈, 오믈렛, 앤초비류의 생선절임, 에스칼리바다류의 구운 야채 등이 흔히 볼 수 있는 곁들임이다.
마요르카에서는 '파 암 올리' (pa amb oli)에 토마토를 바른 요리가 있는데 이를 '토마티가 데 라멜레트' (Tomàtiga de Ramellet)라 부른다. 여기서 쓰는 넝쿨토마토는 일반적인 토마토보다 좀 작으며 보다 시고 강한 맛이 난다

## 역사
파 암 토마케트의 기원은 논란이 분분한데, 토마토라는 재료 자체가 카탈루냐 식탁에 들어온 시기가 적어도 15세기 아메리카에서 전래된 이후여야 하므로 발상 시점이 늦기 때문이다. 카탈루냐의 요리의 전형이자 카탈루냐를 상징하는 것이라고 인식되지만, 스페인의 지중해 연안지역에 퍼진 시기는 거의 19세기 중반에서 후반에 이를 정도로 비교적 늦었다고 주장하는 자료도 있다.
카탈루냐 출신 셰프 호세프 랴도노사 지로는 파 암 토마케트가 처음으로 문헌상에 이름을 올린 것이 18세기부터라고 주장한다. 1938년생인 그는 증조부께서 '파 암 토마케트'란 요리를 먹곤 했다는 사실을 할머니로부터 전해들은 기억이 있다고 밝혔다. 카탈루냐 요리를 연구하는 역사학자인 네스토르 루이안은 이 요리가 처음으로 언급된 것으로 추정되는 1884년 출판물을 좀 더 정확한 증거로 삼아, 시골 지역에서 토마토 수확기간에 만들어 먹던 요리가 아닐까 하는 설을 내세웠다. 그냥 먹기에는 딱딱하고 메말랐던 빵을 조금이나마 촉촉하게 하기 위해서 지천에 널렸던 토마토를 발라 먹었을 것이라는 주장이다.
한편 파 암 토마케트랑 비슷한 요리가 지중해 국가에 퍼져 있다. 몰타에서는 홉스비스세잇 (Ħobż biz-Zejt)이라고 해서 토마토와 올리브 오일을 바른 빵 요리가 있고, 프랑스 프로방스 니스 지역에서는 약간 샌드위치에 좀 더 가까운 팡바냐 (Pan-bagnat)란 요리가 있다. 이탈리아의 브루스케타 (Bruschetta)에서 토핑을 토마토로 대신하면 비슷하며, 그리스 크레타섬의 전채요리인 다코스도 비슷한 축에 속한다.

## 사진

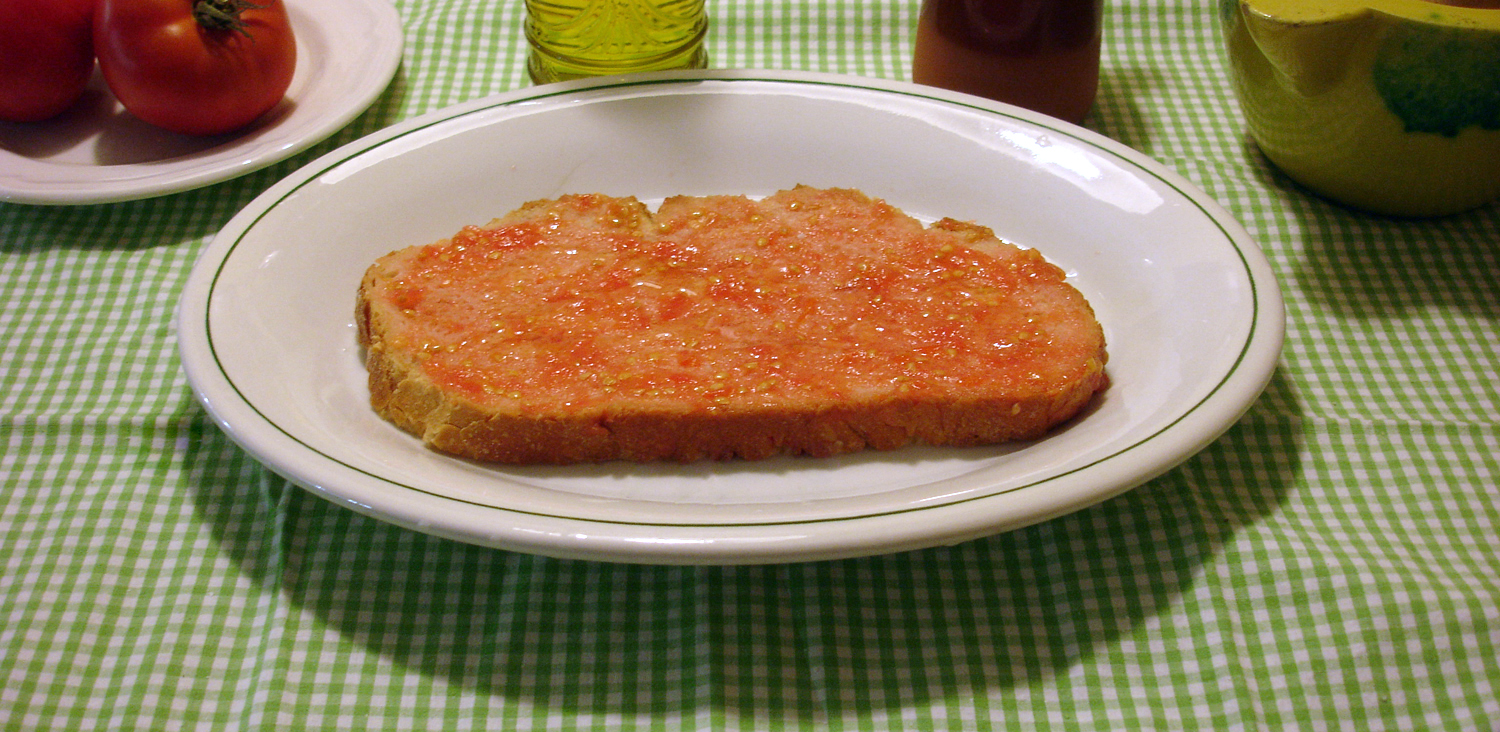
파 암 토마케트
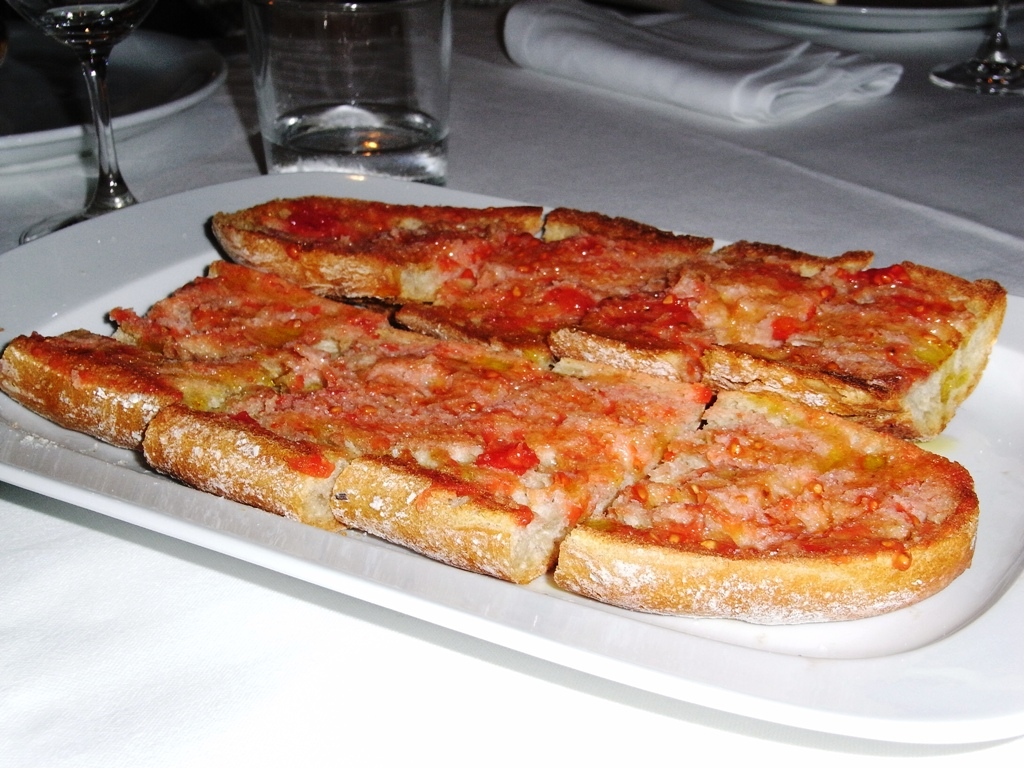
파 암 토마케트 쟁반
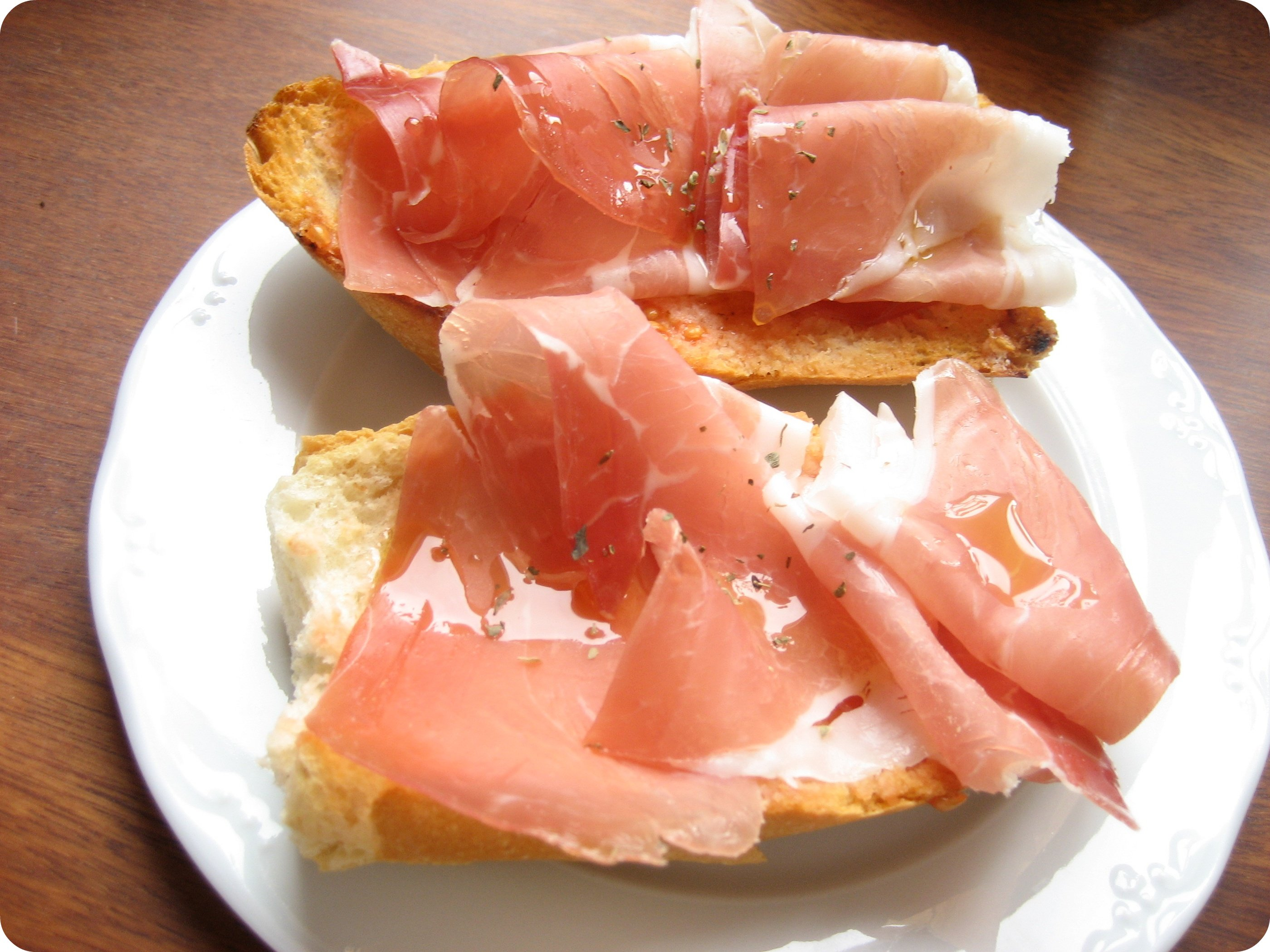
하몽을 올린 것
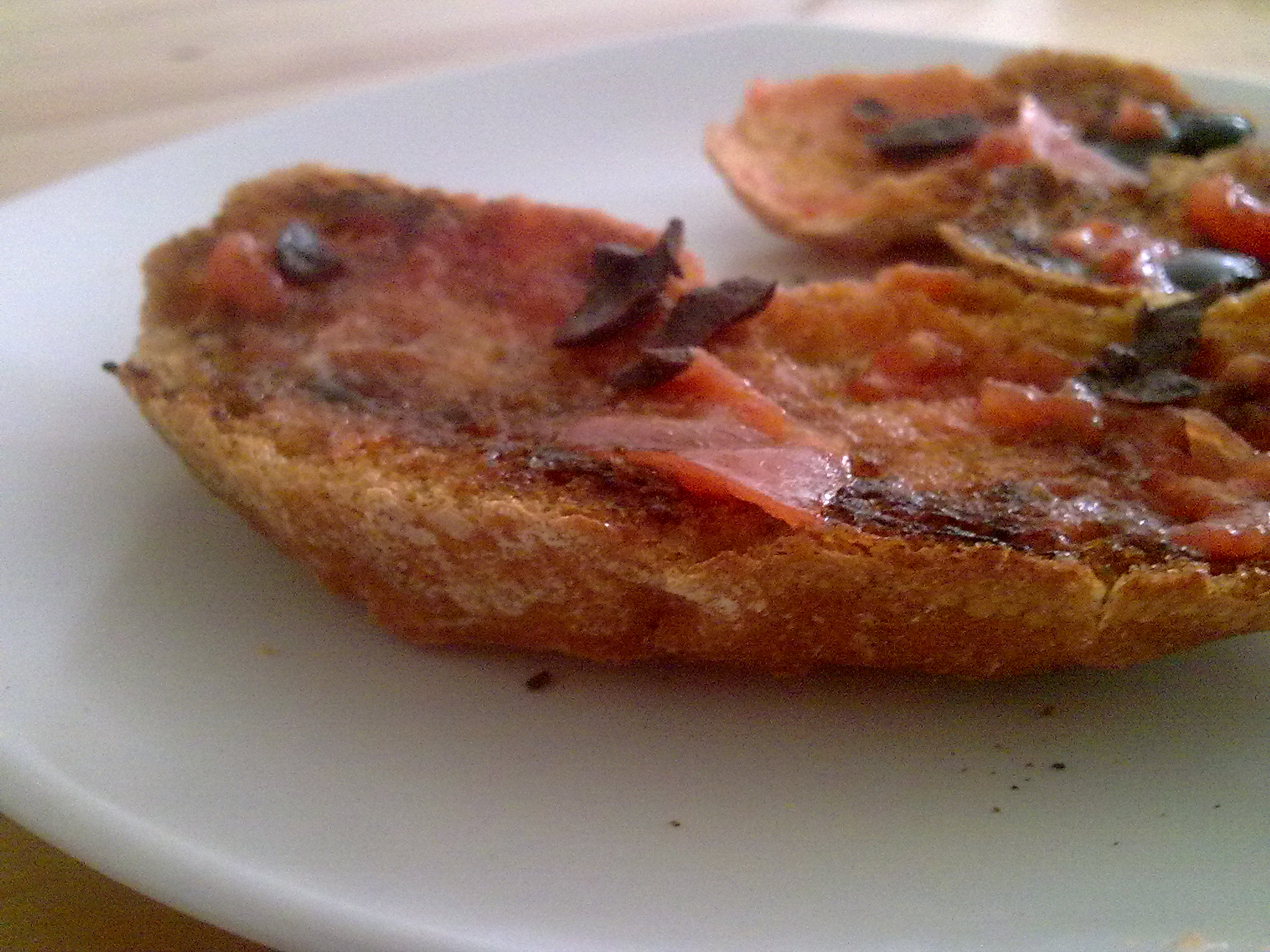
올리브를 올린 것
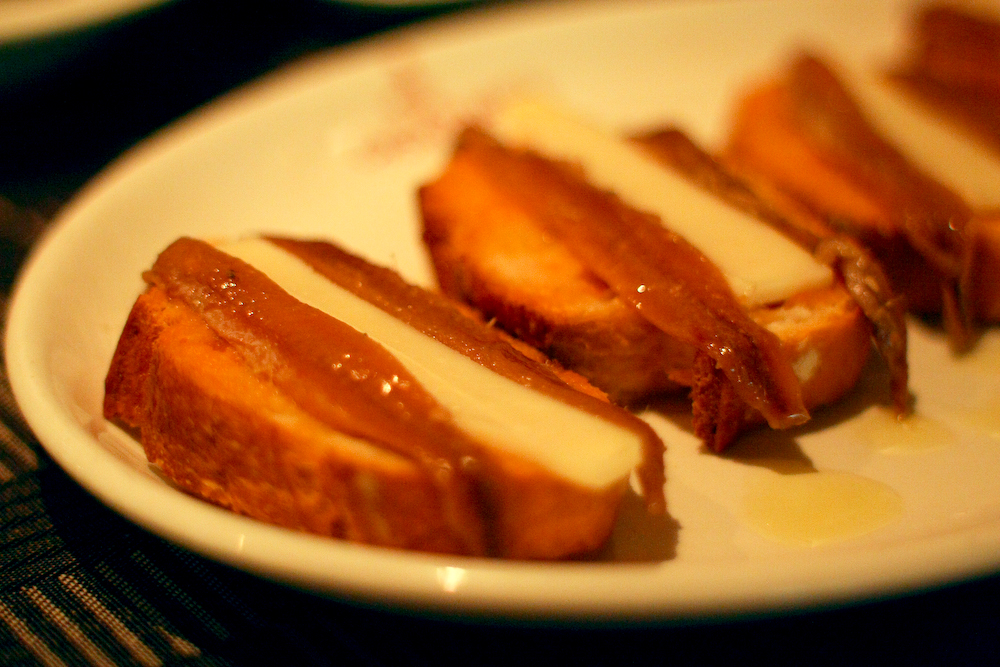
앤초비를 올린 것
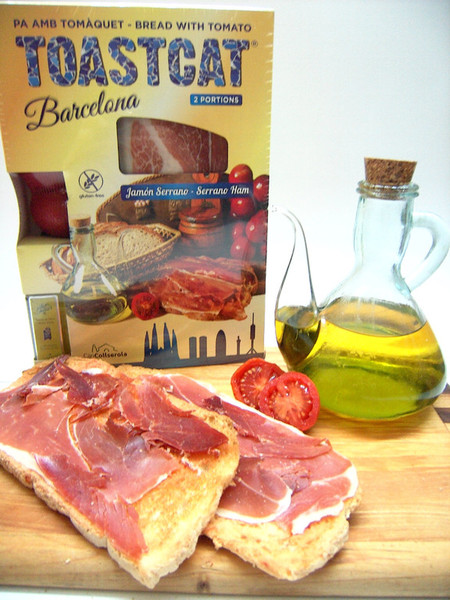
시중에 파는 파 암 토마케트
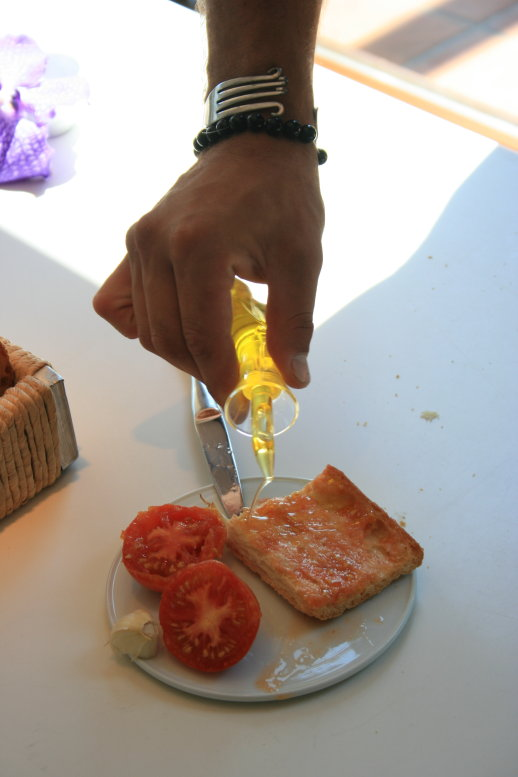
올리브 오일을 뿌린 것
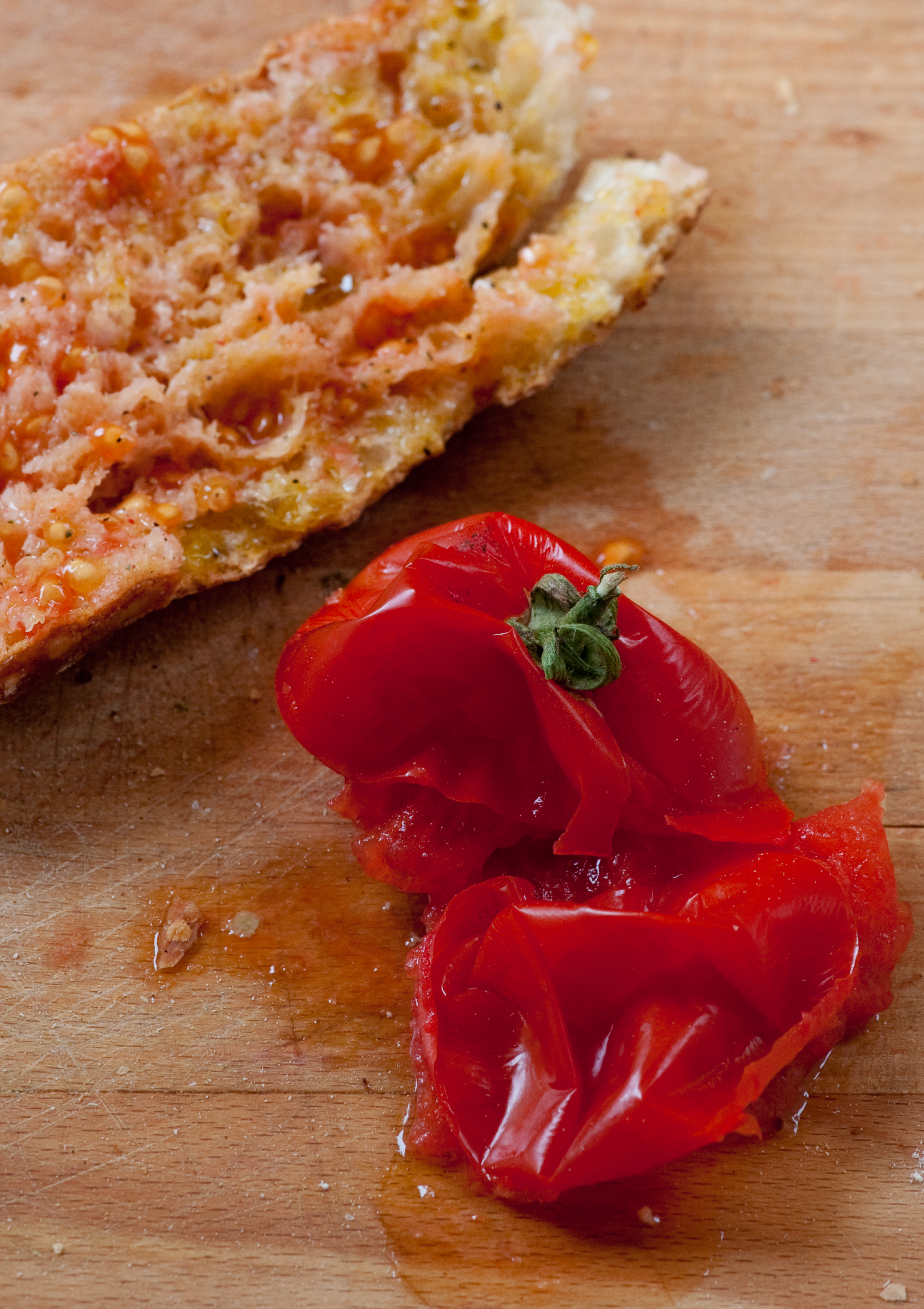
짜낸 토마토

## 같이 보기
- 스페인 요리 목록